# شله مشهدی
شله مشهدی که در مشهد با نام شُلَه شناخته می‌شود، غذایی محبوب در خراسان به‌ویژه مشهد است.
مواد اصلی این غذا گوشت، حبوبات و ادویهٔ فراوان است.

## واژه‌شناسی
کلمه شُلِه در فرهنگ ناظم الاطباء و لغت‌نامه دهخدا چنین تعریف شده است: «نوعی از غذا که برنج را در آبگوشت به‌طور هریسه (هلیم) می‌پزند که ناواقفان این دیار آن را شوله گویند.» البته در برخی فرهنگ لغت‌های دیگر کلمه شله به‌طور کلی به معنای آش آمده است. اشاره فرهنگ لغت‌های مختلف به معنای آش و آش برنج این نکته را بیان را می‌کند که چنین آشی می‌تواند از خوراک‌های باستانی و مشترک ملل مختلف می‌باشد، که در گذشت زمان دستخوش تغییرات مختلف شده و در نهایت شله مشهدی را ساخته است.

## روش پخت
پختن شلهٔ مشهدی، به تجربهٔ بالا، دقت فراوان و حوصلهٔ زیاد نیاز دارد.
مواد لازم، برای ۱۵ نفر:
- گوشت گوسفندی یا گوساله یک کیلوگرم+ ۲۰۰ گرم دنبه گوسفند چرخ شده
- لوبیا قرمز یک پیمانه
- لوبیا رشتی یک پیمانه
- لوبیا چیتی یک پیمانه
- نخود یک پیمانه
- ماش یک پیمانه
- بلغور گندم دو پیمانه
- نمک، فلفل، دارچین، میخک و زنجبیل و نمک به میزان لازم
- جوز هندی رنده شده یک عدد
- برنج نیمه ایرانی دو پیمانه

طرز تهیه: ابتدا تمام حبوبات را می‌شوییم و به مدت ۱۲ ساعت می‌خیسانیم. بعد، نخود و لوبیاهای خیس‌شده از شب قبل را به‌صورت جدا می‌پزیم. پس از پختن، آب آن‌ها را با آبکش جدا می‌کنیم و بیرون می‌ریزیم (به علت نفاخ بودن). گوشت و پیاز خردشده را حرارت می‌دهیم تا کاملاً پخته شود، بعد گوشت‌ها را خارج و آن‌ها را صاف و ریش‌ریش می‌کنیم. بعد بقیه حبوبات را درون دیگ می‌ریزیم و مرتب هم می‌زنیم تا مواد کاملاً له شود و به شکل هلیم دربیاید. سپس، در اواسط پخت، ادویه‌ها و گوشت‌ها و دنبه‌های چرخ‌شدهٔ خام را اضافه و دائماً با کمچه (کفگیر بزرگ) مواد را مخلوط می‌کنیم تا له شود (چمبه‌زدن =اصطلاح مشهدی)؛ در نهایت، آن را دم می‌کنیم. غذا آمادهٔ سرو است و در آخر قیمه را روی شله می‌ریزیم. از گوشت گوسفندی استفاده شود. این غذا در حدود شش تا هفت ساعت، روی حرارت، هم زده می‌شود. شله مشهدی یکی از اصیل‌ترین غذاهای مشهد است. پخت این غذا به زمان زیادی نیاز دارد. هرچه بیشتر هم زده شود، کیفیت آن بالاتر می‌رود و بهتر جا می‌افتد. شله غذایی سنگین برای معده است.
تهیه شله به مهارت خاصی نیاز دارد. تنوع در پخت شله بسیار زیاد است به‌طوری‌که تقریباً هیچ دو شله‌ای کیفیت و طعم یکسانی ندارد.

## تاریخچه
پیدایش شله به زمان حمله مغول‌ها به ایران از سمت خراسان بر می‌گردد که به دلیل کمبود وقت و مواد غذایی هر نوع ماده غذایی که پیدا می‌شده است و در دسترس بوده درون دیگ‌های بزرگ ریخته و به هم می‌زدند و می‌پختند و از طرفی به خاطر گرم بودن غذا و استفاده از فلفل و ادویه و همچنین سنگین بودن برای استفاده سربازان مناسب بوده است. این‌که گفته می‌شود شله، غذایی مغولی است، اشتباه است و مقصود از مغولی بودن یعنی از زمان مغول در ایران به وجود آمده است.

## مردم نگاری
به دلیل آنکه فرایند تهیه آن بسیار پر زحمت و پر خرج است، معمولاً در خانه‌ها پخته نمی‌شود و همیشه در حجم زیاد و در مناسبت‌های خاص (مخصوصا محرم) و توسط آشپز مخصوص( شله پز )، تهیه می‌گردد و برای مشهدی‌ها از اهمیت فراوانی برخوردار است. روزهای آخر دهه محرم این غذا پخته می‌شود.

## ثبت به عنوان میراث معنوی ایران
شله یکی از غذاهای منحصربه‌فرد سنتی مشهد است که هر ساله مخصوصاً ماه‌های محرم و صفر با آداب و رسوم خاص معنوی طبخ و در فضایی ملکوتی از عزاداران و هیئت‌های عزاداری پذیرایی می‌شود، در حقیقت ثبت شله مشهدی با تکیه بر همین آداب و رسوم و معنویاتی است که در تهیه مواد اولیه و پختن آن صورت می‌گیرد تا شله را از دیگر غذاهای سنتی مستثنی کند.